# 科学史 (1515年)
科学史上的1515年发生了众多事件，本条目撷取其中部分罗列如下：

## 天文学
- 地球的所谓“第二月球”，于1986年发现的小行星3753（又称克魯特尼），最后一次出现在地球轨道。

## 制图学
- 第一幅约翰·舍纳球形地图（Johannes Schöner globe）诞生。[1]

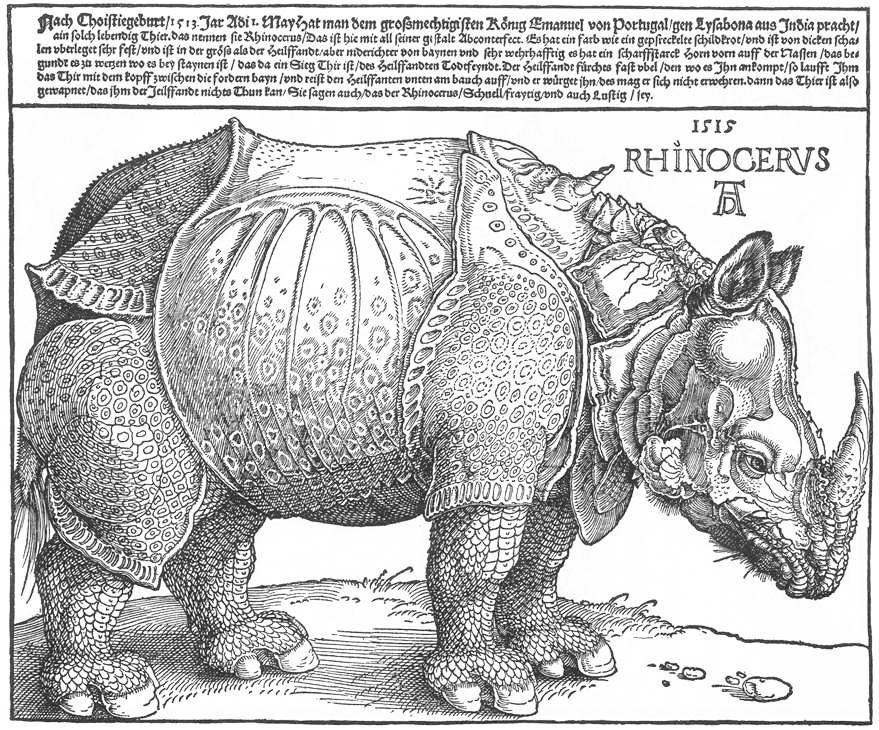
丢勒的犀牛 (1515)

## 动物学
- 5月15日，一头印度犀牛来到了里斯本。这是从罗马时代以来这种动物首次出现在欧洲。[2]

## 诞生
- 2月18日，瓦勒留·科达斯（英语：Valerius Cordus），德国医生与植物学家（1544年卒）
- 克里斯托弗·阿科斯塔（英语：Cristóvão da Costa (botanist)），葡萄牙医生及自然历史学家(1594年卒)
- 乔尔乔·比安德拉塔，意大利宫廷医生(1588年卒)
- 彼得呂斯·拉米斯，法国逻辑学家(k. 1572)
- 约翰·维耶尔（英语：Johann Weyer），荷兰医生及神秘学学者(1588年卒)
- 大概在1515年——伦纳德·迪格斯，英国的数学家和调查员（1559年卒）

## 逝世
- 阿隆索·德·奥赫达，西班牙航海家 （1466生）
- 安德烈亚斯·斯托博（英语：Andreas Stöberl），奥地利的天文学家、数学家和神学家（1465生）